# Josef Hense
Josef Karl Hense (* 24. November 1838 in Münster; † 1913 in Paderborn) war ein deutscher Gymnasiallehrer (Altphilologe) und Schulleiter.

## Leben
Josef Hense wuchs in Münster auf und studierte an der dortigen Universität Pädagogik und alte Sprachen. Danach war er ab 1868 zunächst Lehrer am Gymnasium Paulinum in Münster. 1874 wurde er als Oberlehrer an das Gymnasium Marianum in Warburg versetzt. Dort wurde er 1882 zum Professor ernannt und 1884 Direktor. Von 1895 bis zu seiner Pensionierung war er Direktor des Gymnasium Theodorianum in Paderborn.
Sein zunächst im Selbstverlag erschienenes Werk Griechisch-römische Altertumskunde. Ein Hilfsbuch für den Unterricht wurde ein Standardwerk für die Lehrerausbildung. Ab 1915 wurde es im Aschendorff Verlag in über zwölf Auflagen immer wieder neu herausgegeben, seit 1949 in einer Neubearbeitung durch Friedrich Leonard.

## Schriften
- Katalog der sogenannten Dominikaner-Bibliothek zu Warburg, 1. Hälfte, Jahresbericht über das Gymnasium zu Warburg 1885/86.[3]
- Das dreihundertjährige Jubiläum der Warburger Schützen, ein Beitrag zur Geschichte Warburgs. Jahresbericht über das Gymnasium zu Warburg 1890/91[3]
- Griechisch-römische Altertumskunde, ein Hilfsbuch für den Unterricht. Paderborn 1905